# Anita Page
Anita Page (egentligen Anita Evelyn Pomares) född 4 augusti 1910, död 6 september 2008, var en amerikansk filmskådespelerska som blev stjärna under den sena stumfilmstiden och tidiga ljudfilmstiden. 

## Karriär
Anita Page föddes i Flushing, Queens och kom till filmen via sin vän, skådespelerskan Betty Bronson. En man som hjälpte Bronson med hennes beundrarbrev såg Pages foto och hjälpte henne att få en provfilmning för Paramount Studios. Hon provfilmade även för MGM och erbjöds kontrakt av båda studiorna och valde MGM. Hennes första film för MGM var dramakomedin Telling the World (1928) i vilken hon spelade mot William Haines. Hon fick stora framgångar med Our Dancing Daughters (1928, den första av flera filmer i vilken hon spelade mot Joan Crawford) och The Broadway Melody (1929) och klarade utan problem övergången till ljudfilm. Hon spelade också mot Lon Chaney i While the City Sleeps (1928). När hon var som mest populär fick hon mer beundrarbrev än någon annan stjärna förutom Greta Garbo och påstås ha fått flera friarbrev från Benito Mussolini.
När hennes kontrakt löpte ut 1933 beslöt sig Page för att dra sig tillbaka från sin filmkarriär, 23 år gammal. Hon gjorde ytterligare en film 1936, Hitch Hike to Heaven.

## Familj
1934 gifte hon sig med kompositören Nacio Herb Brown men äktenskapet annullerades ett år senare då Browns skilsmässa inte varit klar vid tiden för deras giftermål. Hon gifte om sig 1937 med Hershel A. House och flyttade med honom till Coronado i Kalifornien där de bodde tillsammans tills hans död 1991. De fick två döttrar, Linda och Sandra.

## Senare år, fler filmer
1996, sextio år efter att hon gjort sin senaste film, gjorde hon comeback i en rad lågbudgetskräckfilmer. I två av dessa medverkade även den tidigare barnskådespelerskan Margaret O'Brien.
Anita Page dog i sitt hem i Van Nuys den 6 september 2008 och var då en av de sist överlevande skådespelare som i vuxen ålder medverkat i stumfilmer. Hon var också den sist överlevande person som gästade den allra första Oscarsgalan 1929. Hon begravdes på Holy Cross Cemetery i San Diego.
För sina bidrag till filmen har hon belönats med en stjärna på Hollywood Walk of Fame.